# Губернатор Мурманской области
Губерна́тор Му́рманской о́бласти — высшее должностное лицо Мурманской области. Возглавляет правительство Мурманской области — высший исполнительный орган государственной власти области.

## История

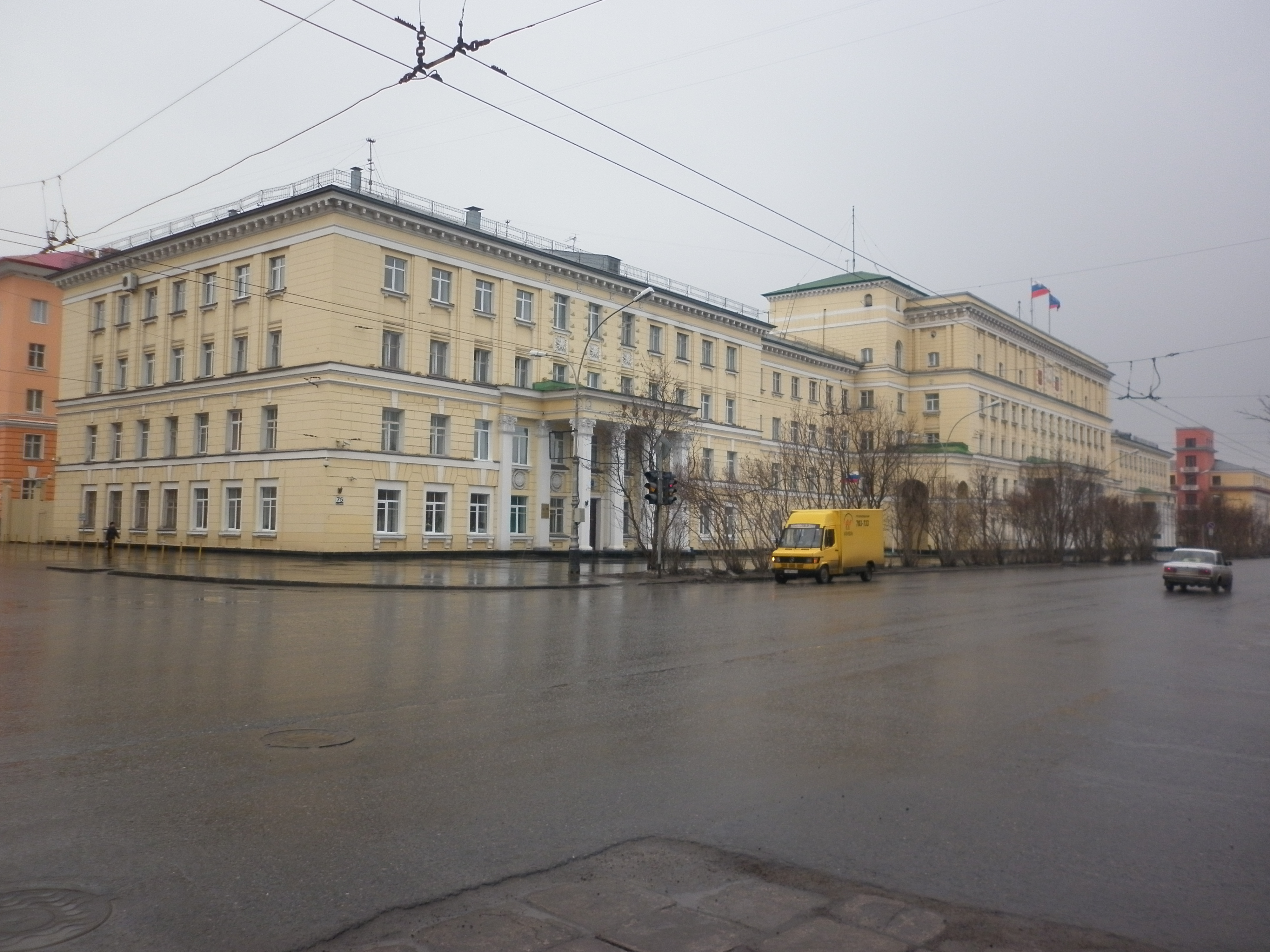
Резиденция губернатора — здание областной администрации в Мурманске.

С момента образования в 1938 году Мурманской области и до весны 1990 года ведущую роль в её руководстве занимал Мурманский областной комитет ВКП(б)-КПСС.
С 1988 по 1990 год первым секретарём Мурманского обкома КПСС был Алексей Балагуров (р. 1933).
В феврале 1990 года Балагуров ушёл на пенсию, а обком возглавил Сергей Серокуров (1937—2008).
В 1990 году произошло резкое снижение влияния однопартийной системы в связи с отменой 14 марта 1990 года шестой статьи советской конституции, которая определяла «руководящую и направляющую роль» КПСС. Российские регионы фактически начали развиваться по модели «парламентской республики». Как результат, первым лицом в регионе стал председатель регионального совета. Большинство руководителей региональных партийных комитетов стремились избраться на пост председателя регионального совета и совмещать обе должности. Однако Серокурову это не удалось. В Мурманской области выборы 21-го созыва Мурманского областного Совета прошли по новым правилам. Народные депутаты избирались на 5 лет. 18 мая 1990 года новый созыв облсовета избрал председателем исполнительного комитета Анатолия Малинина. А председателем облсовета на альтернативной основе был избран Юрий Евдокимов. Также был образован президиум облсовета.
19-21 августа 1991 года во время августовского путча областной Совет и его исполком высказались в поддержку законно избранных органов власти и смогли удержать ситуацию в области под контролем, не допустить силового варианта развития событий.
На начальном этапе постсоветской истории предполагалось, что выборность региональных руководителей будет вводиться во всех регионах. В августе 1991 года президент России Борис Ельцин обещал скорейшее проведение выборов. На переходный период, однако, был создан новый институт — назначаемого президентом главы региональной администрации (под администрацией понимается орган региональной исполнительной власти). 7 ноября 1991 главой администрации Мурманской области указом президента был назначен Евгений Комаров (прежде был начальником планово-экономического управления облисполкома, с 1988 года — секретарём обкома, в 1990 году претендовал на пост председателя облсовета). А 13 ноября были прекращены полномочия исполкома облсовета и его председателя Анатолия Малинина.
Евгений Комаров стал главой области вопреки мнению областной «ДемРоссии»[уточнить], отчаянно сопротивлявшейся назначению номенклатуры. Отношения между администрацией и облсоветом, возглавляемыми схожими по взглядам и опыту умеренными хозяйственниками, были спокойными и деловыми.
После событий сентября — октября 1993 года, в ходе которых администрация поддержала действия президента, а облсовет осудил их, Комаров уже 10 октября 1993 года принял решение о прекращении деятельности областного и местных Советов.
В администрации кроме самого Комарова очень большое влияние имел его первый заместитель Юрий Бергер, которого нередко считали «настоящим» главой области, виновником многих скандалов и непопулярных решений. В мае 1996 года, накануне президентских и областных выборов, Евгений Комаров предпочёл отправить своего первого заместителя в отставку «по состоянию здоровья», были сменены и несколько глав местных администраций.
В декабре 1996 года после активной избирательной кампании и выборов в два тура главой администрации Мурманской области был избран Ю. А. Евдокимов.
В декабре 1997 года был принят Устав Мурманской области. Согласно Уставу должность стала называться «губернатор Мурманской области».
В 2001 году в Устав Мурманской области депутаты Мурманской областной думы внесли поправки, согласно которым срок полномочий губернатора был увеличен до 5 лет. Ранее этот срок составлял 4 года.
Евдокимов дважды переизбирался — в 2000 и 2004 годах.
Третий срок его полномочий должен был закончиться в марте 2009 года. Однако в конце января 2007 года Евдокимов поставил перед президентом России вопрос о доверии. Евдокимов стал четвёртым губернатором Северо-Западного федерального округа, поставившим вопрос о доверии (после главы Республики Коми В. Торлопова, главы Республики Карелия С. Катанандова и губернатора Санкт-Петербурга В. Матвиенко). Одной из причин действий Евдокимова было желание продлить губернаторские полномочия ещё на 5 лет перед ожидавшимися в марте 2008 года президентскими выборами. 7 февраля Владимир Путин предложил Мурманской облдуме вновь наделить Евдокимова губернаторскими полномочиями, уже на четвёртый срок. За кандидатуру Евдокимова проголосовали 17 депутатов при необходимых 14 голосах, против — 5.

## Выборы губернатора
В 1991 году губернатор был назначен президентом России. Прямые выборы проводились в 1996, 2000 и 2004 годах. В 2005—2012 годы прямых выборов не проводилось, главы регионов наделялись полномочиями, в 2007, 2009 и 2012 годах губернатор был выбран президентом России и утверждён в должности Мурманской областной думой.
С середины 2012 года институт выборов глав регионов был возвращён в большинстве субъектов РФ. После этого в Мурманской области состоялись выборы в 2014 году, в выборы в 2019 году.

## Список губернаторов и глав администрации
| № | Руководитель       | Руководитель                                                              | Партийность              | Срок полномочий                                                                  | Срок полномочий | Основание вступления в должность |
| - | ------------------ | ------------------------------------------------------------------------- | ------------------------ | -------------------------------------------------------------------------------- | --- | --- |
| 1 | Евгений Комаров    |                                                                           |                          | 7 ноября 1991 назначен, 10 ноября 1991 вступил в должность                       | 7 декабря 1996 | назначен президентом РСФСР Борисом Ельциным |
| 2 | Юрий Евдокимов     |                                                                           | «Единая Россия» (с 2004) | 1 декабря 1996 избран, 7 декабря 1996 вступил в должность                        | 14 апреля 2000 | избран на выборах главы администрации Мурманской области: - 17 ноября 1996 — в 1 туре занял второе место, набрав 20,10 % голосов - 1 декабря 1996 — во 2 туре победил, набрав 43,45 % голосов |
| 2 | Юрий Евдокимов     | 26 марта 2000 избран, 14 апреля 2000 вступил в должность                  | «Единая Россия» (с 2004) | 2 апреля 2004                                                                    | избран на выборах главы администрации Мурманской области: - 26 марта 2000 — в 1 туре победил, набрав 86,71 % голосов            | |
| 2 | Юрий Евдокимов     | 14 марта 2004 избран, 2 апреля 2004 вступил в должность                   | «Единая Россия» (с 2004) | 17 февраля 2007                                                                  | избран на выборах главы администрации Мурманской области: - 14 марта 2004 — в 1 туре победил, набрав 76,99 % голосов            | |
| 2 | Юрий Евдокимов     | 14 февраля 2007 наделён полномочиями, 17 февраля 2007 вступил в должность | «Единая Россия» (с 2004) | 21 марта 2009                                                                    | наделён полномочиями по представлению президента РФ Владимира Путина - 14 февраля 2007 года утверждён Мурманской областной думы | |
| 3 | Дмитрий Дмитриенко |                                                                           | «Единая Россия» (с 2005) | 21 марта 2009 назначен и. о. губернатора, 25 марта 2009 утверждён в должности    | 4 апреля 2012 | назначен президентом РФ Дмитрием Медведевым врио губернатора, затем утверждён в должности депутатами Мурманской областной думы, за него проголосовали 27 депутатов из 31                      |
| 4 | Марина Ковтун      |                                                                           | «Единая Россия»          | 4 апреля 2012 назначена и. о. губернатора, 13 апреля 2012 утверждена в должности | 5 мая 2014 | назначена президентом РФ Дмитрием Медведевым врио губернатора, затем утверждена в должности депутатами Мурманской областной думы                                                              |
| 4 | Марина Ковтун      | 5 мая 2014 назначена и. о. губернатора                                    | «Единая Россия»          | 21 марта 2019 (досрочно покинула должность)                                      | назначена президентом РФ Владимиром Путиным врио губернатора, избрана 14 сентября 2014                                          | |
| 5 | Андрей Чибис       |                                                                           | «Единая Россия» (с 2019) | 21 марта 2019 назначен врио губернатора                                          | | назначен президентом РФ Владимиром Путиным врио губернатора |
| 5 | Андрей Чибис       | 27 сентября 2019 года вступил в должность                                 | «Единая Россия» (с 2019) | 5 апреля 2024 года (временно передал полномочия в связи с состоянием здоровья)   | избран на выборах 8 сентября 2019 года, набрал 60,07 % голосов при явке 35,83 %                                                 | |
| — | Надежда Аксёнова   |                                                                           |                          | 5 апреля 2024 года назначена и. о. губернатора                                   | | исполняющяя обязанности |